# Nicholas Parsons
Nicholas Parsons, CBE, född 10 oktober 1923 i Grantham i Lincolnshire, död 28 januari 2020 i Aylesbury i Buckinghamshire, var en brittisk radio- och TV-profil, mest känd som programledare för det brittiska radioprogrammet Just a Minute, vilket han i princip ledde oavbrutet sedan starten 1967. Han var även en erkänd skådespelare.